# José Fernández Huerta
José Fernández Huerta (Mieres, Asturias, 1917 - 2005) es un pedagogo español.
Estudió en la Universidad de Madrid, Licenciado en Filosofía y Letras, y doctor en pedagogía por la Universidad Complutense.
Se destaca por sus trabajos de experimentación con técnicas pedagógicas, al respecto trabajó en la implementación de procesos de Enseñanza individualizada, Enseñanza programada y Tecnología ocupacional.
Se desempeña como profesor de Didáctica en la Universidad de Barcelona y en la Universidad Nacional de Educación a Distancia.

## Obras
Entre las obras de su autoría destacan:
- Las pruebas objetivas en la enseñanza primaria
- Escritura: Didáctica y escala gráfica
- Escala gráfica
- Didáctica General